# 溶血性尿毒症症候群
溶血性尿毒症症候群（ようけつせいにょうどくしょうしょうこうぐん、hemolytic-uremic syndrome、HUS）は、微小血管性溶血性貧血、急性腎不全および血小板減少症を特徴とする病態である。

## 病態
典型的なHUSは主として小児に発症し、腸管出血性大腸菌（O157など）や赤痢菌に感染した際、菌の出すベロ毒素が腎臓の毛細血管内皮細胞を破壊してそこを通過する赤血球を破壊することで溶血がおき、並行して急性腎不全となり、尿毒症を発症する。
成人では、HIV感染、抗リン脂質抗体症候群、分娩後腎不全、悪性高血圧、全身性強皮症、抗がん剤治療（マイトマイシン、シクロスポリン、シスプラチン、ブレオマイシンなど）などにまれに合併することがある。
また家族性HUSと呼ばれるものもあり、HUSの症例の5 - 10%を占める。これは主として補体タンパクのうちH因子、I因子、membrane cofactor protein の変異によるもので、補体系の制御不能な活性化を起こし、再発性の血栓症により高致死率となる。

## 症状
腸管出血性大腸菌に経口感染すると、強い腹痛、血便を伴う激しい下痢をみる。
溶血により、黄疸（間接ビリルビンの上昇）、貧血がみられる。血小板減少症とFDPの上昇がみられ、さながらDICの所見である。
尿毒症（BUN高値による）のため、意識障害を認める。
腸管出血性大腸菌によるHUSの致死率は1 - 5%とされる。なお原因が腸管出血性大腸菌でない症例のほうが致死率が高く、後遺症も残りやすい。

## 治療
急性腎不全による尿毒症を血液透析（人工透析か腹膜透析）でBUN（血中尿素窒素）を除去し、血中電解質（おもにNa、K、Cl、P、Ca）を正常に保ちながら、腎機能の回復を待つ。脳症症状が起きている場合は、ステロイド・パルス療法を行うこともある。

## 非定型溶血性尿毒症症候群
非定型溶血性尿毒症症候群（atypical hemolytic uremic syndrome; aHUS）は、志賀(ベロ)毒素産生大腸菌感染以外の原因にて発症する溶血性尿毒症症候群。

病原性大腸菌感染によらないHUSは約10％存在し、それらは血栓性微小血管症(thrombotic microangiopathy; TMA)から病原性大腸菌感染による HUS、
ADAMTS13 活性低下(<10%)による血栓性血小板減少性紫斑病(thrombotic thrombocytopenic purpura; 
TTP)、薬剤・移植などによる2次性TMAを除外したものとして「aHUS」と呼ばれている。HUSは一部の大腸菌によって起こる疾患であり、aHUSは主に補体系因子の異常によって起こる疾患であることから、両者の症状は似ているが、その原因・治療は大きく異なる。

指定難病であるが、医療費助成の対象とすべき疾病の範囲は、補体制御異常によるaHUSのみに対してであり、注意を要する。 
インフルエンザウイルスなどの感染を契機としてaHUSが発症する例もあるので注意が必要である。

## その他
腸管感染症（ベロ毒素を産生する細菌による感染症）に続発して溶血性尿毒症症候群が起きている時に抗菌薬を投与すると、細菌からの放出を増加させてしまい、かえって溶血性尿毒症症候群を悪化させてしまうことが示唆されていることから、例えば敗血症が起こっているなど抗菌薬の投与が避けられない状況でない限り、抗菌薬の使用は行わない方が良いとする研究結果が存在する。